# آنا یاروشیک
آنا یاروشیک (لهستانی: Anna Jarosik؛ ‏ زادهٔ  ۱۹۸۶) بازیگر اهل لهستان است.
از فیلم‌ها یا مجموعه‌های تلویزیونی که وی در آن‌ها نقش داشته است، می‌توان به در خیابان سپولنی، در خوشی و سختی، دوستان، پدر متیو و ع چون عشق اشاره نمود.